# Convocazioni per il campionato europeo femminile di calcio 1997
Questa pagina elenca le giocatrici convocate per il campionato europeo femminile di calcio a Norvegia-Svezia 1997.

## Gruppo A

### Francia
Selezionatore: Aimé Mignot
| N. | Pos. | Giocatore                | Data nascita (età)          | Pres. | Reti | Squadra                |
| -- | ---- | ------------------------ | --------------------------- | ----- | ---- | ---------------------- |
| 1  | P    | Sandrine Roux (c)        | 22 dicembre 1966 (30 anni)  |       |      | VGA Saint-Maur         |
| 2  | D    | Hélène Hillion Guillemin | 2 gennaio 1969 (28 anni)    |       |      | FCF Juvisy             |
| 3  | D    | Laëtitia Gravier         | 03 luglio 1978 (18 anni)    |       |      | Vendenheim             |
| 4  | D    | Cécile Locatelli         | 12 novembre 1970 (26 anni)  |       |      | Olympique Lione        |
| 5  | D    | Corinne Diacre           | 04 agosto 1974 (22 anni)    |       |      | Soyaux                 |
| 6  | C    | Elodie Woock             | 13 gennaio 1976 (21 anni)   |       |      | Tolosa                 |
| 7  | A    | Candie Herbert           | 4 giugno 1977 (20 anni)     |       |      | Bruay-la-Buissière     |
| 8  | C    | Jocelyne Gout            | 10 marzo 1968 (29 anni)     |       |      | Olympique Lione        |
| 9  | A    | Anne Zenoni              | 26 marzo 1971 (26 anni)     |       |      | Tolosa                 |
| 10 | D    | Sandrine Ringler         | 10 settembre 1973 (23 anni) |       |      | Vendenheim             |
| 11 | A    | Marinette Pichon         | 26 novembre 1975 (21 anni)  |       |      | Saint-Memmie Olympique |
| 12 | C    | Aude Banasiak            | 8 ottobre 1975 (21 anni)    |       |      | Saint-Memmie Olympique |
| 13 | D    | Elodie Jacq              | 29 giugno 1975 (22 anni)    |       |      | La Roche-sur-Yon       |
| 14 | C    | Sandrine Soubeyrand      | 16 agosto 1973 (23 anni)    |       |      | SC Caluire             |
| 15 | A    | Angélique Roujas         | 15 settembre 1974 (22 anni) |       |      | La Roche-sur-Yon       |
| 16 | P    | Céline Marty             | 30 marzo 1976 (21 anni)     |       |      | Tolosa                 |
| 17 | C    | Stéphanie Mugneret-Béghé | 22 marzo 1974 (23 anni)     |       |      | FCF Juvisy             |
| 18 | A    | Stéphanie Trognon        | 18 ottobre 1976 (20 anni)   |       |      | ASPTT Strasbourg       |
| 19 | D    | Emmanuelle Sykora        | 21 febbraio 1976 (21 anni)  |       |      | Olympique Lione        |
| 20 | P    | Sandrine Capy            | 19 gennaio 1969 (28 anni)   |       |      | FCF Juvisy             |

## Russia
Selezionatore: Yuri Bystritsky
| N. | Pos. | Giocatore              | Data nascita (età)          | Pres. | Reti | Squadra                 |
| -- | ---- | ---------------------- | --------------------------- | ----- | ---- | ----------------------- |
| 1  | P    | Svetlana Pet’ko        | 6 giugno 1970 (27 anni)     |       |      | CSK VVS Samara          |
| 2  | D    | Alena Dmitrienko       | 2 ottobre 1974 (22 anni)    |       |      | Ėnergija Voronež        |
| 3  | D    | Marina Burakova        | 08 maggio 1966 (31 anni)    |       |      | Ėnergija Voronež        |
| 4  | D    | Elena Denschik         | 11 settembre 1973 (23 anni) |       |      | Ėnergija Voronež        |
| 5  | D    | Tat’jana Čeverda       | 29 agosto 1974 (22 anni)    |       |      | Ėnergija Voronež        |
| 6  | C    | Galina Komarova        | 12 agosto 1977 (19 anni)    |       |      | CSK VVS Samara          |
| 7  | C    | Tat’jana Egorova       | 10 marzo 1970 (27 anni)     |       |      | CSK VVS Samara          |
| 8  | A    | Irina Grigorieva (c)   | 21 gennaio 1972 (25 anni)   |       |      | CSK VVS Samara          |
| 9  | C    | Alexandra Svetlitskaya | 20 agosto 1970 (26 anni)    |       |      | CSK VVS Samara          |
| 10 | A    | Elena Kononova         | 17 agosto 1969 (27 anni)    |       |      | CSK VVS Samara          |
| 11 | A    | Larisa Savina          | 25 novembre 1970 (26 anni)  |       |      | CSK VVS Samara          |
| 12 | P    | Larissa Kapitonova     | 4 maggio 1970 (27 anni)     |       |      | VDV                     |
| 13 | D    | Natal’ja Kapkova       | 10 agosto 1971 (25 anni)    |       |      | Čertanovo               |
| 14 | D    | Marina Dikareva        | 01 maggio 1975 (22 anni)    |       |      | Sibiryachka Krasnoyarsk |
| 15 | C    | Elena Lissacheva       | 25 novembre 1973 (23 anni)  |       |      | Lada Togliatti          |
| 16 | C    | Valentina Barkova      | 17 marzo 1971 (26 anni)     |       |      | VDV                     |
| 17 | C    | Natal'ja Barbašina     | 26 agosto 1973 (23 anni)    |       |      | Ėnergija Voronež        |
| 18 | D    | Elena Golovko          | 14 dicembre 1975 (21 anni)  |       |      | CSK VVS Samara          |
| 19 |      | Svetlana Matveeva      |                             |       |      |                         |
| 20 | D    | Yulia Issaeva          | 30 giugno 1977 (19 anni)    |       |      | Kaluzhanka Kaluga       |

## Spagna
Selezionatore: Ignacio Quereda
| N. | Pos. | Giocatore              | Data nascita (età)         | Pres. | Reti | Squadra                 |
| -- | ---- | ---------------------- | -------------------------- | ----- | ---- | ----------------------- |
| 1  | P    | Roser Serra            | 30 agosto 1971 (25 anni)   |       |      | Barcellona              |
| 2  | D    | Marina Nohalez         | 5 luglio 1974 (22 anni)    |       |      | EFB Torrent             |
| 3  | D    | Judith Corominas       | 10 novembre 1966 (30 anni) |       |      | Barcellona              |
| 4  | D    | Antonia Is             | 13 giugno 1966 (31 anni)   |       |      | Oviedo Moderno          |
| 5  | D    | Arantza del Puerto (c) | 8 maggio 1971 (26 anni)    |       |      | Añorga KKE              |
| 6  | C    | Beatriz García         | 23 aprile 1970 (27 anni)   |       |      | Añorga KKE              |
| 7  | C    | Rosa Castillo          | 12 dicembre 1974 (22 anni) |       |      | Híspalis                |
| 8  | C    | Marisa Puñal           | 29 maggio 1971 (26 anni)   |       |      | Parque Alcobendas CF    |
| 9  | A    | Mar Prieto             | 01 marzo 1969 (28 anni)    |       |      | CD Oroquieta Villaverde |
| 10 | C    | Alicia Fuentes         | 27 maggio 1978 (19 anni)   |       |      | Atlético Málaga         |
| 11 | A    | Yolanda Mateos         | 26 febbraio 1976 (21 anni) |       |      | Eibar                   |
| 12 | D    | Maider Castillo        | 03 agosto 1976 (20 anni)   |       |      | Eibar                   |
| 13 | P    | Elixabete Capa         | 20 marzo 1978 (19 anni)    |       |      | Añorga KKE              |
| 14 | C    | Vanesa Gimbert         | 19 aprile 1980 (17 anni)   |       |      | Mondelia CF             |
| 15 | C    | Isabel Parejo          | 22 marzo 1969 (28 anni)    |       |      | Olbia                   |
| 16 | C    | Palmira Chivite        | 04 aprile 1971 (26 anni)   |       |      | Municipal de Corella    |
| 17 | D    | Silvia Zarza           | 30 aprile 1977 (20 anni)   |       |      | ADFF Butarque           |
| 18 | A    | Auxi Jiménez           | 11 gennaio 1975 (22 anni)  |       |      | Atlético Málaga         |
| 19 | A    | Ángeles Parejo         | 22 marzo 1969 (28 anni)    |       |      | Torres Fo.S.            |
| 20 | P    | Arrate Guisasola       | 05 febbraio 1979 (18 anni) |       |      | Eibar                   |

## Svezia
Selezionatore: Marika Domanski-Lyfors
| N. | Pos. | Giocatore          | Data nascita (età)          | Pres. | Reti | Squadra       |
| -- | ---- | ------------------ | --------------------------- | ----- | ---- | ------------- |
| 12 | P    | Ulrika Karlsson    | 14 ottobre 1970 (26 anni)   | 11    | 0    | Bälinge       |
| 1  | P    | Annelie Nilsson    | 14 giugno 1971 (26 anni)    | 32    | 0    | Sunnanå SK    |
| 5  | D    | Kristin Bengtsson  | 12 gennaio 1970 (27 anni)   | 58    | 3    | Öxabäcks IF   |
| 17 | D    | Eva Larsson        | 27 febbraio 1973 (24 anni)  |       |      | Älvsjö AIK    |
| 4  | D    | Åsa Lönnqvist      | 14 aprile 1970 (27 anni)    | 36    | 1    | Älvsjö AIK    |
| 3  | D    | Jane Törnqvist     | 9 maggio 1975 (22 anni)     | 9     | 1    | Hammarby      |
| 2  | D    | Karolina Westberg  | 16 maggio 1978 (19 anni)    | 2     | 0    | Malmö FF      |
| 7  | C    | Malin Allberg      | 5 maggio 1975 (22 anni)     | 8     | 1    | Älvsjö AIK    |
| 15 | C    | Camilla Andersson  | 3 luglio 1967 (29 anni)     |       |      | Älvsjö AIK    |
| 9  | C    | Malin Andersson    | 4 maggio 1973 (24 anni)     | 45    | 15   | Älvsjö AIK    |
| 6  | C    | Anna Pohjanen      | 25 gennaio 1974 (23 anni)   | 35    | 7    | Sunnanå SK    |
| 8  | C    | Malin Swedberg (c) | 15 settembre 1968 (28 anni) | 60    | 9    | Älvsjö AIK    |
| 13 | C    | Anneli Wahlgren    | 15 aprile 1973 (24 anni)    | 15    | 3    | Bälinge       |
| 14 | C    | Eva Zeikfalvy      | 18 aprile 1967 (30 anni)    | 63    | 2    | Malmö FF      |
| 20 | C    | Cecilia Sandell    | 10 giugno 1968 (29 anni)    | 17    | 0    | Älvsjö AIK    |
| 18 | A    | Carina Håkansson   | 15 settembre 1969 (27 anni) | 2     | 0    | Landvetter IF |
| 19 | A    | Kristin Jonsson    | 15 marzo 1974 (23 anni)     | 14    | 1    | Sunnanå SK    |
| 16 | A    | Christin Lilja     | 7 gennaio 1975 (22 anni)    | 2     | 0    | Lotorps IF    |
| 10 | A    | Hanna Ljungberg    | 8 gennaio 1979 (18 anni)    | 12    | 1    | Sunnanå SK    |
| 11 | A    | Victoria Svensson  | 18 maggio 1975 (22 anni)    | 6     | 1    | Jitex BK      |

## Gruppo B

### Danimarca
Selezionatore: Jørgen Hvidemose
| N. | Pos. | Giocatore               | Data nascita (età)          | Pres. | Reti | Squadra          |
| -- | ---- | ----------------------- | --------------------------- | ----- | ---- | ---------------- |
| 1  | P    | Helle Bjerregaard       | 21 giugno 1968 (29 anni)    | 56    | 0    | Brøndby          |
| 16 | P    | Christina Jensen        | 21 gennaio 1974 (23 anni)   | 5     | 0    | Odense           |
|    | P    | Dorthe Larsen           | 08 agosto 1969 (27 anni)    | 40    | 0    | Fortuna Hjørring |
| 3  | D    | Kamma Flæng             | 30 marzo 1976 (21 anni)     | 33    | 7    | Vorup FB         |
| 4  | D    | Bonny Madsen            | 10 agosto 1967 (29 anni)    | 68    | 3    | Lugo Zambelli    |
| 2  | D    | Hanne Sand              | 22 settembre 1973 (23 anni) | 9     | 0    | Fortuna Hjørring |
| 4  | D    | Karina Sefron           | 2 luglio 1967 (29 anni)     | 64    | 0    | Praunheim        |
| 5  | D    | Lene Terp               | 15 aprile 1973 (24 anni)    | 36    | 0    | Odense           |
|    | C    | Jeanne Axelsen          | 3 gennaio 1968 (29 anni)    | 15    | 2    | Rødovre BK       |
|    | C    | Anne Dot Eggers Nielsen | 6 novembre 1975 (21 anni)   | 42    | 7    | VSK Aarhus       |
|    | C    | Louise Hansen           | 4 maggio 1975 (22 anni)     | 10    | 0    | TSV Siegen       |
|    | C    | Rikke Holm (c)          | 22 marzo 1972 (25 anni)     | 50    | 9    | VSK Aarhus       |
| 5  | C    | Marlene Kristensen      | 28 maggio 1973 (24 anni)    | 3     | 0    | Odense           |
| 11 | C    | Katrine Pedersen        | 13 aprile 1977 (20 anni)    | 28    | 1    | VSK Aarhus       |
| 9  | C    | Christina Petersen      | 17 settembre 1974 (22 anni) | 34    | 5    | Fortuna Hjørring |
|    | C    | Irene Stelling          | 25 luglio 1971 (25 anni)    | 55    | 2    | VSK Aarhus       |
|    | A    | Janni Lund Johansen     | 14 gennaio 1976 (21 anni)   | 6     | 1    | Rødovre BK       |
|    | A    | Gitte Krogh             | 13 maggio 1977 (20 anni)    | 41    | 18   | VSK Aarhus       |
|    | A    | Hanne Nørregaard        | 21 dicembre 1968 (28 anni)  | 9     | 4    | Brøndby          |
|    | A    | Merete Pedersen         | 30 giugno 1973 (23 anni)    | 17    | 1    | Odense           |

## Germania
Selezionatore: Tina Theune-Meyer
| N. | Pos. | Giocatore          | Data nascita (età)          | Pres. | Reti | Squadra            |
| -- | ---- | ------------------ | --------------------------- | ----- | ---- | ------------------ |
| 1  | P    | Silke Rottenberg   | 25 gennaio 1972 (25 anni)   |       |      | TSV Siegen         |
| 12 | P    | Nadine Angerer     | 10 novembre 1978 (18 anni)  |       |      | Wacker Monaco      |
| 16 | P    | Claudia von Lanken | 3 giugno 1977 (20 anni)     |       |      | Heike Rheine       |
| 19 | D    | Inken Beeken       | 2 settembre 1978 (18 anni)  |       |      | TeBe Berlino       |
| 5  | D    | Doris Fitschen     | 25 ottobre 1968 (28 anni)   |       |      | 1. FFC Francoforte |
| 15 | D    | Sonja Fuss         | 11 maggio 1978 (19 anni)    |       |      | Brauweiler Pulheim |
| 4  | D    | Steffi Jones       | 22 dicembre 1972 (24 anni)  |       |      | FSV Francoforte    |
| 13 | D    | Claudia Klein      | 24 settembre 1971 (25 anni) |       |      | Brauweiler Pulheim |
| 3  | D    | Sandra Minnert     | 7 aprile 1973 (24 anni)     |       |      | FSV Francoforte    |
| 2  | D    | Kerstin Stegemann  | 29 settembre 1977 (19 anni) |       |      | Heike Rheine       |
| 17 | C    | Ariane Hingst      | 25 luglio 1979 (17 anni)    |       |      | Turbine Potsdam    |
| 14 | C    | Melanie Hoffmann   | 29 novembre 1974 (22 anni)  |       |      | 2001 Duisburg      |
| 11 | C    | Maren Meinert      | 5 agosto 1973 (23 anni)     |       |      | 2001 Duisburg      |
| 18 | C    | Sandra Smisek      | 3 luglio 1977 (19 anni)     |       |      | FSV Francoforte    |
| 10 | C    | Martina Voss (c)   | 22 dicembre 1967 (29 anni)  |       |      | 2001 Duisburg      |
| 8  | C    | Bettina Wiegmann   | 7 ottobre 1971 (25 anni)    |       |      | Brauweiler Pulheim |
| 6  | C    | Pia Wunderlich     | 26 gennaio 1975 (22 anni)   |       |      | 1. FFC Francoforte |
| 20 | A    | Monika Meyer       | 23 giugno 1972 (25 anni)    |       |      | TSV Siegen         |
| 7  | A    | Claudia Müller     | 21 maggio 1974 (23 anni)    |       |      | 1. FFC Francoforte |
| 9  | A    | Birgit Prinz       | 25 ottobre 1977 (19 anni)   |       |      | FSV Francoforte    |

## Italia
Selezionatore: Sergio Guenza
| N. | Pos. | Giocatore           | Data nascita (età)         | Pres. | Reti | Squadra           |
| -- | ---- | ------------------- | -------------------------- | ----- | ---- | ----------------- |
| 1  | P    | Giorgia Brenzan     | 21 agosto 1967 (29 anni)   |       |      | Torres Fo.S.      |
| 2  | D    | Damiana Deiana      | 26 giugno 1970 (27 anni)   |       |      | Torres Fo.S.      |
| 4  | D    | Emma Iozzelli       | 12 giugno 1966 (31 anni)   |       |      | Agliana           |
| 16 | D    | Silvia Nannini      | 14 luglio 1971 (25 anni)   |       |      | Agliana           |
| 13 | D    | Marinella Piolanti  | 15 maggio 1973 (24 anni)   |       |      | Lugo Zambelli     |
| 5  | D    | Raffaella Salmaso   | 16 aprile 1968 (29 anni)   |       |      | Modena            |
| 8  | C    | Antonella Carta     | 1º marzo 1967 (30 anni)    |       |      | Lugo Zambelli     |
| 10 | C    | Florinda Ciardi     | 29 agosto 1970 (26 anni)   |       |      | Autolelli Picenum |
| 6  | C    | Federica D'Astolfo  | 27 ottobre 1966 (30 anni)  |       |      | Modena            |
| 19 | C    | Cristina Murelli    | 21 aprile 1970 (27 anni)   |       |      | ACF Milan         |
| 3  | C    | Daniela Tavalazzi   | 8 agosto 1972 (24 anni)    |       |      | Cascine Vica      |
| 17 | C    | Manuela Tesse       | 28 febbraio 1976 (21 anni) |       |      | Modena            |
| 7  | A    | Silvia Fiorini      | 24 dicembre 1969 (27 anni) |       |      | Agliana           |
| 18 | A    | Rita Guarino        | 31 gennaio 1971 (26 anni)  |       |      | Cascine Vica      |
| 9  | A    | Carolina Morace (c) | 5 febbraio 1964 (33 anni)  |       |      | Modena            |
| 11 | A    | Patrizia Panico     | 8 febbraio 1975 (22 anni)  |       |      | Torino            |
| 14 | A    | Roberta Ulivi       | 8 febbraio 1971 (26 anni)  |       |      | Lugo Zambelli     |
| 12 | P    | Stefania Antonini   | 10 ottobre 1970 (26 anni)  |       |      | Modena            |

## Norvegia
Selezionatore: Per-Mathias Høgmo
| N. | Pos. | Giocatore            | Data nascita (età)          | Pres. | Reti | Squadra          |
| -- | ---- | -------------------- | --------------------------- | ----- | ---- | ---------------- |
| 1  | P    | Bente Nordby         | 23 luglio 1974 (22 anni)    | 47    | 0    | Athene Moss      |
| 2  | D    | Gøril Kringen        | 28 gennaio 1972 (25 anni)   | 9     | 0    | Trondheims-Ørn   |
| 3  | D    | Gro Espeseth (c)     | 30 ottobre 1972 (24 anni)   | 85    | 7    | Sandviken        |
| 4  | D    | Agnete Carlsen       | 14 gennaio 1971 (26 anni)   | 94    | 17   | Nikko Securities |
| 5  | D    | Anne Nymark Andersen | 28 settembre 1972 (24 anni) | 49    | 9    | Sandviken        |
| 6  | C    | Hege Riise           | 18 luglio 1969 (27 anni)    | 89    | 38   | Nikko Securities |
| 7  | C    | Unni Lehn            | 7 giugno 1977 (20 anni)     | 8     | 2    | Trondheims-Ørn   |
| 8  | C    | Heidi Støre          | 4 luglio 1963 (33 anni)     | 148   | 21   | Nikko Securities |
| 9  | A    | Ann Kristin Aarønes  | 19 gennaio 1973 (24 anni)   | 82    | 50   | Trondheims-Ørn   |
| 10 | A    | Marianne Pettersen   | 12 aprile 1975 (22 anni)    | 41    | 27   | Asker            |
| 11 | A    | Linda Medalen        | 17 giugno 1965 (32 anni)    | 120   | 59   | Nikko Securities |
| 12 | P    | Astrid Johannessen   | 10 gennaio 1978 (19 anni)   | 3     | 0    | Asker            |
| 13 | D    | Henriette Viker      | 5 agosto 1973 (23 anni)     | 9     | 0    | Asker            |
| 14 | D    | Merete Myklebust     | 16 maggio 1973 (24 anni)    | 55    | 2    | Trondheims-Ørn   |
| 15 | A    | Ragnhild Gulbrandsen | 22 febbraio 1977 (20 anni)  | 5     | 2    | Trondheims-Ørn   |
| 16 | C    | Margunn Haugenes     | 25 ottobre 1970 (26 anni)   | 31    | 3    | Bjørnar          |
| 17 | C    | Monica Knudsen       | 25 marzo 1975 (22 anni)     | 10    | 2    | Asker            |
| 18 | C    | Brit Sandaune        | 5 giugno 1972 (25 anni)     | 24    | 6    | Trondheims-Ørn   |
| 19 | A    | Randi Leinan         | 9 aprile 1968 (29 anni)     | 19    | 8    | Kolbotn          |
| 20 | P    | Ingeborg Hovland     | 3 ottobre 1969 (27 anni)    | 2     | 0    | Klepp            |